# Glypta palustra
Glypta palustra là một loài tò vò trong họ Ichneumonidae.